# Slava Raškaj
Slava Raškaj (krštena kao Slavomira Friderika Olga) (Ozalj, 2. siječnja 1877. – Stenjevec, Zagreb, 29. ožujka 1906.) bila je hrvatska slikarica.

## Porijeklo
Slava Raškaj rođena je u Ozlju 2. siječnja 1877. godine. Kroz Ozalj protječe rijeka Kupa koja je bila čest motiv Slavinih akvarela, kao i ostatak prirode koja ju je okruživala i bila inspiracija za većinu njezina opusa. 
Iz razgovora s njenim prijateljicama poznato je kako je najviše voljela sama boraviti u prirodi. Vrijeme je provodila crtajući upravo prirodu koja ju je okruživala – priroda joj je bila prva inspiracija.

## Školovanje i kasniji život
Gluhonijema, osnovnu i srednju školu završila je u Zavodu za gluhonijemu djecu u Beču od 1883. do 1892. godine. Već pri ishođenju mjesta u bečkom Zavodu za gluhonijeme Vjekoslav Raškaj se susretao s problemima koji su dolazili od negativnog odnosa tadašnje javnosti prema gluhonijemim osobama. U to vrijeme su gluhonijeme osobe smatrali duševno zaostalim, a u takvom okružnju gluhonijemi su bili obilježeni za cijeli život. Tako prilikom upućivanja molbe Vjekoslava Raškaja za smještaj Slave Raškaj u Bečkom zavodu za gluhonijeme, činovnik unutarnjeg odijela zemaljske vlade u Zagrebu je u urudžbeni zapisnik unio i da se molba upućuje „Ravnateljstvu umnobol. u Beču”.
U Beču dobiva prve poduke iz crtanja, te nastaju njeni prvi zabilježeni crteži. U to razdoblje spadaju crteži tušem pod nazivom „Oklop i oružje I. i II.” iz 1892. To su manji crteži tušem u obliku vinjete gdje nam naziv jasno ukazuje što se na njima nalazi. 
S petnaest godina Slava napušta Zavod.  
Prva osoba koja je zapazila Slavin talent je bio Isidor Kršnjavi. Na njegov prijedlog Slava Raškaj dolazi u Zavod za gluhonijeme u Zagrebu. Tako 1895. godine Slava Raškaj polazi Kraljevsku žensku stručnu školu u Zagrebu, tečaj za umjetno obrtno risanje, te kroz dvije školske godine 1895./96. i 1896./97. završava tečaj s odličnom ocjenom. U prvoj godini, 1895./96., zbog bolesti Štefane Hribar, Slavu podučava Ivan Bauer sin slikara Josipa Bauera. U drugoj godini, 1896./97., podučavala ju je slikanju Štefana Hribar rođena Klaić i sama slikarica. Paralelno s tom podukom Slavu je podučavao i Bela Čikoš Sesija, koji ju je podučavao sve do 1902. godine, i to besplatno. Učio ju je radu u raznim tehnikama. Prve Slavine radove, nastale pod utjecajem Čikoševa akademskog slikarstva, možemo nazvati nekom vrstom tehničkih vježbi. Radi se o slikama s motivima mrtve prirode gdje je bitno bilo dočarati teksturu materijala. Kao jedan od tih primjera imamo sliku pod nazivom „Mrtva priroda sa školjkom i lepezom” – temu i boje zadao je Čikoš, ali u detaljima je vidljiv pravi Slavin izražaj. Kod ovakvih je radova pozadina često nedefinirana ili se radi o nekakvom neupadljivom zastoru, boje su dosta tamne, a predmeti koje slika su lepeza, školjka i jastog na stolu. Iako se radi o zadanim temama, ono što ovoj slici daje dašak Slavinog izražaja i ono što će biti vrhunac njenih radova kasnije je motiv cvijeća na lepezi. U tom detalju do izražaja dolazi priroda u kojoj je Slava uživala od djetinjstva i koja će svjetlijim tonovima nadvladati utjecaj Čikoševa akademizma.:43
U vrijeme zagrebačkog školovanja Slava je zbrinuta u Zavodu za gluhonijeme, u Ilici 83, a po naređenju predstojnika Odjela za bogoštovlje i nastavu kraljevske zemaljske vlade presvjetlog Isidora Kršnjavija, sve do 1898. godine. Za to vrijeme slikarski materijal joj se nabavlja iz proračuna Zemaljske vlade.
U ljeto 1898. godine boravi u Zlataru kod rodbine. 15. prosinca 1898. prisustvuje otvaranju Umjetničkog paviljona. 1898. na 1899. godinu je u Ozlju, a razdoblje od siječnja do ožujka 1899. godine provodi slikajući akvarele po najvećoj zimi, gdje nastaju njezini najljepši akvareli sa zimskim prizorima. U Muzeju moderne i suvremene umjetnosti u Rijeci čuva se Slavina bilježnica sa skicama iz razdoblja siječanj – ožujak 1899. godine, a akvarel Stablo u snijegu čuva se u Modernoj galeriji u Zagrebu. Ljeti 1899. godine ponovno je u Zlataru kod rodbine, boravi u Trakošćanu, zatim je u Loboru kod rodbine. U Zlataru nastaje prekrasan akvarel Vodopad u Zlataru s nadnevkom 31. svibnja 1899. godine, a nalazi se u Zbirci Truhar u Srijemskoj Mitrovici. U Loboru akvarel Lobor s nadnevkom 17. srpnja 1899. godine koji se čuva u Muzeju moderne i suvremene umjetnosti u Rijeci. Portret Ide Batušić rođene Metzger radi u Zlataru 17. lipnja 1899. godine, a nalazi se u vlasništvu obitelji Batušić. Na Portretu Ide Batušić vidi se sva genijalnost Slavina slikarskog rada, sam portret je rađen bez ikakve pripreme, pa nema nikakvog skiciranja olovkom.
U jesen, listopad 1899. godine, radi portret olovkom tadašnjeg odjelnog predstojnika za Bogoštovlje i nastavu kraljevske zemaljske Vlade, Armina Pavića (koji je pogrešno proglašen portretom Bele Čikoša Sesije).
U jesen 1899. godine ponovno je na stanu u Zavodu za gluhonijeme, ali se razboljeva i javlja se početni stadij tuberkuloze pluća. Nekako se zaliječuje, ali i ne izliječuje. Početkom 1900. godine na liječenju je u Opatiji, gdje nastaje samo jedan prikaz obale u akvarelu. Ljeto 1900. godine boravi u Ozlju gdje nastaje niz crteža i portreta ljudi iz njene okoline. U Hrvatskom državnom arhivu sačuvana je Slavina molba od 12. listopada 1900. godine za ponovni smještaj u Zavodu za gluhonijeme za vrijeme dok ju poučava Čikoš. Ta molba je na hrvatskom jeziku čime se opovrgava dosadašnje uvriježeno mišljenje da je Slava Raškaj znala samo njemački jezik. U toj molbi navodi i da je školske 1899./1900. godine bila bolesna. Smještaj joj je, po toj molbi, odobren.
Ljeto 1901. godine provodi u Ozlju, a u jesen je u Orahovici kod sestre Paule, zatim se vraća u Zagreb gdje provodi vrijeme do proljeća 1902. godine.

### Tragičan kraj
18. lipnja 1902. godine Vjekoslav Raškaj dovodi Slavu u Kraljevski zemaljski zavod za umobolne u Stenjevcu s liječničkom svjedodžbom koju je potpisao kotarski liječnik Ferdo Sluga.
Umrla je s 29 godina 29. ožujka 1906., primivši sakramente umirućih, u bolnici u Vrapču od tuberkuloze i pokopana na groblju župne crkve u Stenjevcu, posmrtni ostaci nesretne gluhonijeme slikarice preneseni su na groblje kraj crkve Sv. Vida u Ozlju devedesetih godina dvadesetog stoljeća.  

## O slikarstvu
Njeni akvareli predstavljaju najviši domet hrvatskog akvarelnog slikarstva krajem 19. i početkom 20. stoljeća. Od svih naših slikara koji su se prije nje bavili akvarelom, imala je najviše osjećaja za omjer pigmenta i vode u akvarelnom postupku. Stoga njezin akvarel, fluidan i lak, predstavlja upravo primjer idealnog akvarela, a jednako su lepršavo uvjerljivi i njezini pasteli.
U umjetničkom stvaralaštvu Slave Raškaj mogu se uočiti dvije faze. U prvoj – crtež i boja izraz su čiste opservacije – kristalno jasan doživljaj ljepote prirode. U drugoj slikarskoj fazi, Slavini radovi su najprije izraz impresije, i u tom raspoloženju nastaju njezina najbolja djela – akvareli Kruške, Suncokreti, Potočnice, s transparentnom pozadinom. Opet se vraća motivima u prirodi. Tada nastaje jedan cijeli ciklus pod nazivom Lopoči najpoznatiji Slavini radovi pod dojmom slikovitog jezera u zagrebačkom botaničkom vrtu.
Ilustracije za časopis Vijenac iz 1898. godine. Tehnika je ista kao i ona kojom radi u Beču u Zavodu za gluhonijeme, ali tema joj ovoga puta detalji iz prirode gdje je Slava iskazala svoju ljubav prema prirodi i cvijeću. U izboru teme i načinu kadriranja vidljiva je bliskost japanskoj umjetnosti i njihovim grafikama koje su u to vrijeme bile popularne.
No najvažniju prekretnicu u Slavinu slikarstvu predstavlja upravo Čikoš, ali sa svojim ranijim radovima u plain-airu. On je u njoj, kao što u svojoj knjizi kaže Matko Peić: „…probudio ono što je ona bila u dnu svoga umjetničkog bića: pejzažist!” Ono što je toliko utjecalo na Slavu su Čikoševi akvareli koje je izradio sa sedamnaest godina. Ona se po prvi puta pronašla u njegovim radovima – njegove slike starog grada Trsata i crtež Drave podsjetile su ju na stari grad Ozalj i Kupu gdje je odrasla.:40
Slava potpuno ovladava tehnikom akvarela i, što je vrlo bitno, slika na otvorenom, dok ostali umjetnici svoje radove započinju vani, ali završavaju u ateljeima. Čikoš u to vrijeme odlazi na brojna putovanja što je doprinijelo razvitku vlastitoga slikarskog izraza.:43
Nakon Čikoševe poduke „tamnog” akademskog slikarstva Slavina paleta se rasvjetljava, a njeni akvareli gotovo uvijek prikazuju motive iz prirode i pejzaže.
Za vrijeme boravka u Zagrebu druži se sa slikarima Društva hrvatskih umjetnika, te sudjeluje na izložbi „Hrvatski salon 1898.” povodom otvorenja Umjetničkog paviljona. To je bila Slavina prva izložba. Osim u Zagrebu slike su joj izložene u Sankt-Peterburgu i Moskvi, 1899. godine. Druženje sa slikarima onoga doba dodatno je potaknulo razvoj njezina stila, jer je upravo umjetnička sloboda ono što se potiče u to vrijeme. U prvom broju Hrvatskoga salona Ksaver Šandor Gjalski piše manifest u kojem ističe važnost umjetničke individualnosti koji većina umjetnika prihvaća, a među njima i Slava.:11
Rasvjetljavanje njene palete popraćeno je slikanjem na otvorenom, ona u Zagrebu odlazi u Botanički vrt i park Maksimir gdje crpi motive za svoje slike. Jedan od motiva koji se tada javlja na njenim slikama su – lopoči. Na Svjetskoj izložbi u Parizu, za školsku sobu 1900. godine s Čikošem, sudjeluje upravo s jednim ovakvim radom.:44 Ovi radovi zanimljivi su i zbog vidljivog utjecaja secesije („Lopoči III”), prvenstveno u izboru motiva i boje (modro-zelena), te u kompoziciji bez horizonta i izduženom prikazu lopoča s krivudavim stapkama.:46 U kadriranju reže dijelove prikaza lopoča i njihovim nizanjem u središtu slike te jasnim potezima kod slikanja stapki naglašava vertikalnost. Uz utjecaj secesije važno je naglasiti promjenu koja je nastala njenim slikanjem na otvorenom – nakon dugo vremena slikanja mrtvih priroda, ona izlazi van i slika pravu, živu prirodu. Tehnika akvarela sa svojim nježnim karakterom se tu lijepo uklopila uz rasvjetljavanje palete.
Godine 1898. Slava je naslikala i svoj poznati Autoportret. 
U Ozalj se vratila 1899. godine gdje nastavlja slikati akvarele na otvorenom, pejzaže, te sve što je naučila u Zagrebu primjenjuje na ove prikaze pejzaža. To su ekspresivni radovi nastali u zimi iste godine, većih su formata, a ono što ih karakterizira je atmosferska perspektiva, transparentnost i „slikanje bjelinom”.:71 Ona dijelove papira ostavlja neispunjene bojom, potpuno bijele, što doprinosi još nježnijem slikarskom izričaju, a jedan od tih radova je „Ozalj u snijegu”. Nježnim potezima (više mrljama) zelenkaste boje slika dijelove pejzaža dok veći dio, koji je prekriven snijegom, ostavlja bjelini papira. 

### Tehnika pastela
Osim u akvarelu, Slava neke radove izrađuje u tehnici pastela. Ovaj puta se ne radi o pejzažima već prikazima ljudskih likova. U njima je pak opet vidljiv utjecaj Čikoša – naročito u bojama koje koristi – zlatnožutoj i plamenocrvenoj.:12 „Portret gluhonijeme djevojčice” iz 1899. godine vrhunac je njenih pastelnih radova. Ta gluhonijema djevojčica je Vera Papić Lončarić iz Selca. Pozadina je nedefinirana, a čak i tijelo djevojčice nije u potpunosti dočarano nego izvedeno tako jednostavnim potezima da izgleda kao da se spaja s pozadinom i prelijeva u nju. Glava djevojčice je ono čemu posvećuje najviše pažnje, ali opet bez pretjeranog detaljiziranja. Najviše do izražaja dolazi izbor boja – one blješte. Ona pokušava naslikati svjetlost koja obasjava djevojčicu, a to radi upravo upotrebom zlatno žute boje u kojoj je vidljiv utjecaj Čikoša. Tako i kod slike pod nazivom „Djevojčica koja sjedi” Slava ne pridaje važnost fizionomiji, boja kose i kože se isprepliće, pozadina je nedefinirana, ali se u tragovima žute boje vidi prodiranje svjetlosti u prizor. 
U Zadnjim godinama života i stvaralaštva ne nalazimo velik broj radova. Naprotiv, radi se samo o osam medaljona u tehnici akvarela na kojima prevladava motiv žene.:13

## Galerija
- Stablo u snijegu, akvarel, oko 1900.
- Grob Slave Raškaj u Ozlju

Sigurni radovi Slave Raškaj, sve ove slike imaju svoju povijest koja potvrđuje njihovu autentičnost.
- Autoportret, akvarel, Moderna galerija, Zagreb
- Kupa kod Ozlja
- Lopoči
- Lopoči
- Lopoči za roditelje
- Stablo u snijegu,Akvarel, Moderna galerija Zagreb
- Autoportret
- Slava Raškaj, Žuti pijetao i bijela kokoš, akvarel, 1895.-1897.
- Slava Raškaj, Pogled na Ozalj, akvarel, 1898.
- Slava Raškaj, Jelen, akvarel, 1897.

## Krivotvorine
Radovi koji se pripisuju Slavi Raškaj, a koje Slava Raškaj nikad nije uradila. Za utvrđivanje autentičnosti najvažnije je utvrditi povijest slike. Postoje nerazorne metode ispitivanja pigmenata i papira, tako da se s lakoćom može potvrditi da su ove slike krivotvorine. Najveći broj krivotvorina je prikazan javnosti već 1996. godine na Ozlju. Tada su na izložbi pripisani Slavi Raškaj oko 20 tuđih radova na način da je dopisivano ime Slave Raškaj. Već 2000. godine, a ohrabreni smrću autoriteta za Slavu Raškaj - Matka Peića javljaju se nove slike koje nisu djelo Slave Raškaj između ostalog nepotpisana slika Gondole pred San Gioriom u Veneciji, te gvaševi Tulipan i Četiri tulipana. Danas je već registrirano više od 400 krivotvorina pod imenom Slava Raškaj.[nedostaje izvor] U Galeriji su prikazani samo neki.[nedostaje izvor]
- Na štafelaju se nalazi mala slika koja nalikuje Beli Čikošu, to je jedan od argumenata da je krivotvorena zbog priče o ljubavnoj vezi Čikoša i Slave. Rađena je da potvrdi izmišljenu priču. Stil nije Slavin, previše se vide potezi kistom.
- Tuđi rad pripisan Slavi Raškaj, dodano je S.R. 1900. Boje su prejake.
- Naziv joj je Trogir gledan od Čiova – Osim što stilski odudara od pravih Slavinih akvarela, Slava nikada nije bila u Trogiru.
- Ovdje je netko naknadno dopisao Slava Raškaj. Slika priča sve, a najmanje o Slavi. Tuđi rad pripisan Slavi Raškaj.
- Rad nastao iz želje krivotvoritelja da prikaže Slavino psihičko rastrojstvo. Osim dijelova slike koji dokazuju da tu sliku nije radila – krivotvoritelj je napravio pogrješku i potpisao jednostavnim smirenim Slava.
- Akvarel nepoznatog autora, Gondole pred san Giorgiom u Veneciji, Slava nikada nije bila u Veneciji
- Gvaš nepoznatog autora, Tulipan, netko dopisao S. pl. Raškaj u donjem desnom uglu. Stilski odudara od Slavinog načina akvareliranja.
- Gvaš nepoznatog autora, Četiri tulipana. Stilski odudara od Slavinog načina akvareliranja.

## Spomen
- Centar za odgoj djece i mladeži oštećenoga sluha »Slava Raškaj« u Zagrebu nazvan je po njoj.
- Osnovna škola u Ozlju od 1968. godine nosi njezino ime.
- U Splitu je Centar za odgoj i obrazovanje »Slava Raškaj«.
- Ustanova socijalne skrbi u Rijeci zove se Dnevni centar za rehabilitaciju »Slava Raškaj«.
- Ulice u hrvatskim gradovima (Zagreb, Slatina, Sisak, Rijeka, Zadar, Nova Gradiška) nose njezino ime.

## Vanjske poveznice

### Mrežna mjesta
- Slava Dori: Izložba djela Slave Raškaj u spomen na Doru Pejačević (2023.), katalog izložbe
- Sanja Lovrenčić, Dominik Vuković, Šest šetnji Slave Raškaj (2019.), slikovnica